# Maria Mikhailovna af Rusland
Maria Mikhailovna (russisk: Мария Михайловна; tr. Marija Mikhajlovna) (9. marts 1825–19. november 1846) var en russisk storfyrstinde, der var datter af storfyrst Mikhail Pavlovitj af Rusland og barnebarn af kejser Pavel 1. af Rusland.

## Biografi
Maria blev født den 9. marts 1825 i Kreml i Moskva som det første barn af storfyrst Mikhail Pavlovitj af Rusland i hans ægteskab med prinsesse Charlotte af Württemberg (der havde taget navnet Elena Pavlovna ved sin overgang til den russisk-ortodokse tro). Gennem sin far var hun barnebarn af kejser Pavel 1. af Rusland og niece til de to russiske kejsere, Alexander 1. og Nikolaj 1.
Maria voksede op med sine søskende i Mikhailovskijpaladset i Sankt Petersborg. Hun var kendt for sit skrøbelige helbred. De første tegn på sygdom dukkede op kort før hendes 20 års fødselsdag. Storfyrstinden døde pludseligt i en alder af 21 år den 19. november 1846 i Wien i sin fars arme. Hun er begravet i Peter og Paul-katedralen i Sankt Petersborg.